# Пауліне Барда
Пауліне Барда (латис. Paulīne Bārda; *8 червня 1890 — †1983) — латиська перекладачка і поетеса. Перекладала Тараса Шевченка латиською мовою.

## Творчість
У 1940-их роках їй доручили перекласти своєрідний канон літератур народів СРСР. Вона переклала латиською мовою близько 20 творів його творів. Серед них: поеми «Кавказ», «Наймичка» та вірші «Молитва», «Марку Вовчку», «Сестрі», «Муза» та інші.
Перші переклади опубліковано в періодичній пресі та в книжках «Вибране» (Рига, 1951, 1954)